# 부산정보고등학교
부산정보고등학교(釜山情報高等學校)는 대한민국 부산광역시 부산진구 양정동에 있는 사립 고등학교이다.

## 학교 연혁
- 1950년 6월 26일 : 영남상업고등학교 개교
- 1951년 11월 19일 : 재단법인 영남학원 인가, 이우룡 초대 이사장 취임
- 1952년 3월 15일 : 주간 6학급, 야간 6학급 설립인가
- 1952년 4월 1일 : 초대 김봉조 교장 취임
- 1954년 3월 15일 : 제1회 졸업식 거행
- 1959년 3월 20일 : 신축교사 낙성식 거행
- 1983년 11월 14일 : 주례동 신축교사로 이전
- 1995년 9월 30일 : 부산광역시 부산진구 양정1동 455-7번지 신축교사로 이전
- 1997년 3월 1일 : 부산정보산업고등학교로 교명 변경, 남녀공학 실시
- 2001년 3월 1일 : 부산정보고등학교로 교명 변경 인가 받음
- 2010년 7월 23일 : 영담 스님 제3대 이사장 취임
- 2012년 8월 22일 : 경영정보,세무분야 교육감 지정 특성화고 인가
- 2019년 7월 1일 : 학과변경 인가(경영금융과 3, 경영회계과 3, 관광서비스과 2, 소프트웨어콘텐츠과 2)
- 2021년 3월 1일 : 제17대 남미경 교장 취임
- 2022년 2월 10일 : 제69회 졸업식 거행(졸업생 188명, 누계 37,707명)

## 설치 학과
- 공통과정(전문계)
- 경영회계과
- 경영금융과
- 소프트웨어콘텐츠과
- 관광서비스과

## 참고 자료
- 부산정보고등학교 - 한국교육학술정보원 학교알리미